# الحرية الدينية في تركيا

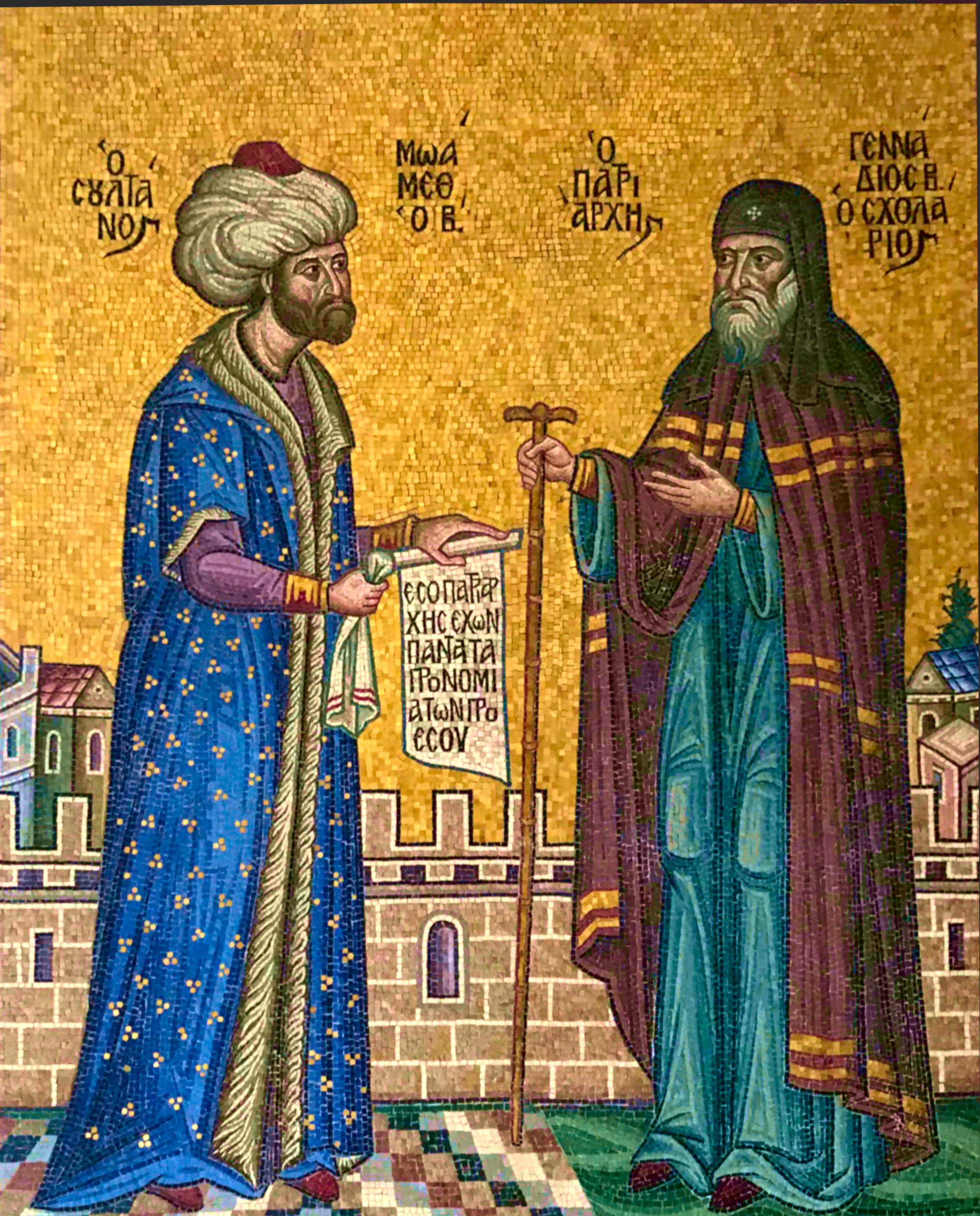

تركيا بلدٌ علماني وفقاً للفقرة 24 من الدستور التركي. العلمانية التركية مشتقة من مبادئ الفكر الكمالي (كمال أتاتورك) المتمثلة بـ: الجمهوريانية والشعبوية واللائكية والإصلاحية والقومية وسيطرة الدولة. تفرض الحكومة التركية بعض القيود على المسلمين والجماعات الدينية الأخرى، بالإضافة إلى قيودٍ على المظاهر الدينية للمسلمين في مكاتب ومؤسسات الحكومة، ومن بينها الجامعات.

## توزع السكان دينياً
وفقاً للحكومة التركية، فـ 90% من السكان مسلمون (أغلبهم من المذهب السني). وفقاً لكتاب حقائق العالم: فـ 98.2% من سكان تركيا مسلمون. تعترف الحكومة بثلاث أقليات دينية: مسيحيو الكنيسة اليونانية الأرثوذكسية ومسيحيو كنيسة الأرمن الأرثوذكس واليهود (توجد أيضاً جماعات أخرى غير مسلمة).

## وضع الحرية الدينية

### في الإطار السياسي والقانوني
يعرّف دستور عام 1982 الدولة التركية بأنها دولة علمانية، ويوفر لمواطنيها حرية المعتقد والعبادة والترويج الخاص للأفكار الدينية. في المقابل، تقيّد الأحكام الدستورية الأخرى، والمسؤولة عن ضمان علمنة تركيا، تلك الحريات والحقوق. يمنع الدستور اضطهاد الأفراد على أساس ديني.
التياران الإسلاميان الرئيسيان في تركيا هما السني والعلاهي. العلاهيون أقلية في تركيا، وتُقدر نسبتهم من مجموع المسلمين بـ 17 بالمئة. في أواخر سبعينيات القرن الماضي، اندلعت اشتباكات عقب صراعٍ بين هذين التيارين. في شهر ديسمبر من عام 1978، أثارت الميليشيات في مدينة مرعش التركية السكان السنة ضد سكان المدينة من العلاهيين، فقُتل أكثر من 100 شخصٍ جراء تلك الأحداث. في الثاني من شهر يوليو عام  1993، تعرّض عددٌ من المثقفين العلاهيين إلى هجوم في مدينة سيواس، وقُتل في مذبحة سيواس 37 شخص.
التعليم الديني إلزامي في المرحلتين الابتدائية والثانوية، وفقاً للفقرة 24 من الدستور، ويسود الفكر السني على مناهج التعليم. ادعى عددٌ من العلاهيين تعرضهم للاضطهاد جراء فشل الحكومة في إدخال معتقداتهم وتعاليمهم الدينية ضمن المناهج الدراسية الدينية. في شهر أكتوبر من عام 2007، حكمت المحكمة الأوربية لحقوق الإنسان لصالح والدٍ علاهي رفع دعوى في عام 2004 ادعى فيها أن المناهج الدينية الإلزامية تمثّل اعتداءً وخرقاً للحرية الدينية. أضافت الحكومة التركية بعدها 10 صفحات إلى كتاب الديانة في المرحلة الدراسية الأخيرة، وتحوي تلك الصفحات العشر نظرة عامة عن العلاهيين.
في شهر ديسمبر من عام 2008، شارك وزير الثقافة في افتتاح أول معهد علاهي واعتذر من أتباع المذهب العلاهي عن المعاناة السابقة التي سببتها الدولة التركية. في شهر يناير من عام 2009، حضر رئيس الوزراء احتفال إفطار علاهي للمرة الثانية على التوالي. عقدت الحكومة ورشات عمل هدفت من خلالها إلى مناقشة قضايا وتطلعات المواطنين العلاهيين علانية.
تشرف الحكومة التركية على المنشآت الدينية الإسلامية والتعليم عن طريق رئاسة الشؤون الدينية، وهي مؤسسة تتبع لسلطة رئيس الوزراء. تشرف الرئاسة على عمل المساجد المسجلة في الدولة، والتي يبلغ عددها 77,777 مسجداً، وتوظف الأئمة المحليين والإقليميين (يُعتبر الإمام موظفاً مدنياً). تعيّن الحكومة الأئمة السنّة وتدفع لهم أجراً. بينما يُصلي العلاهيون في غرفٍ كبيرة تُعرف باسم «بيت الجمع»، ولا تُصنّف تلك الأماكن قانونياً على أنها أماكن للعبادة. لكن في بلديتي كوشاداسي وتونجلي، صدر قانون عام 2008 صُنّفت فيه بيوت الجمع على أنها أماكنٌ للعبادة. اعترفت مجالس 3 بلدات بـ «بيت الجمع» على أنه مكانٌ للعبادة، فمنحت أماكن عبادة العلاهيين مزايا مالية مماثلة لتلك التي تتمع بها المساجد. أصدرت المحاكم الإدارية في أنطاليا وأنقرة واسطنبول حكماً يفيد بإعفاء الطلبة العلاهيين من حضور الدروس الدينية والأخلاقية الإلزامية، ووثق مجلس الولاية قراراً إدارياً مشابهاً في إزمير. في عام 2009، أعلنت القناة التلفزيونية الحكومية «تي آر تي» خطتها المتمثلة في بثّ برامجٍ تعكس اهتمامات الأقلية العلاهية.
تراقب المديرية العامة للمؤسسات، وهي وكالة حكومية منفصلة، نشاطات الجماعات الدينية غير المسلمة، والكنائس والأديرة والكنس والممتلكات الدينية. تعترف المديرية العامة للمؤسسات بـ 161 مؤسسة تابعة للأقليات الدينية، من ضمنها مؤسسات المسيحيين اليونانيين الأرثوذكس التي يبلغ عددها 61، ومؤسسات المسيحيين الأرمن الأرثوذكس والتي يقدر عددها بـ 50، والمؤسسات اليهودية وعددها 20، بالإضافة إلى المؤسسات المسيحية السريانية والكلدانية والبلغار الأرثوذكس والجورجيين والمارونيين. تدير المديرية أيضاً المؤسسات الدينية الخيرية الإسلامية، مثل المدارس والمستشفيات ودور الأيتام، وتعطي المديرية تقييماً بخصوص ما إذا كانت المؤسسة تعمل ضمن أهدافها المحددة أم لا.
في عام 1936، طلبت الحكومة من جميع المؤسسات الإعلان عن مصدر الدخل. في عام 1974، ووسط التوتر السياسي بخصوص قضية قبرص، لم يعد يحق للمؤسسات المعنية بأمور الأقليات الدينية الاستحواذ على عقارات جديدة غير مدرجة في إشهارات عام 1936، بناءً على قرارٍ أصدرته محكمة الاستئناف العليا. ووفقاً للقرار السابق، استحوذت الحكومة على العقارات المُتحصل عليها بعد عام 1936.
خسرت جماعات الأقليات الدينية عدداً من العقارات لصالح الدولة في الماضي، تحديداً مجتمعات الأرمن واليونان الأرثوذكس. وفي كثير من الحالات، حجزن الحكومة على العقارات بحجة أنها ليست قيد الاستخدام. رُفع طعنان بخصوص هذه القضية، أحدهما من طرف مدرسة فنار للذكور والآخر من طرف ميتم بيوك اضه (أُغلق الأخير عام 1964). رُفعت تلك الاستئنافات إلى مجلس الولاية، وعندما فشلت، رُفعت إلى المحكمة الأوروبية لحقوق الإنسان. في الثامن من شهر يوليو عام 2008، أصدرت المحكمة الأوروبية حكماً يفيد بخرق تركيا حقوق ملكية البطريركية المسكونية بخصوص قضية ميتم بيوك اضه. وامتثالاً لهذا القرار، أُعيد صك البناء إلى البطريركية المسكونية في التاسع والعشرين من شهر نوفمبر عام 2010.
أُلغي القانون الذي يحدّ من حقوق الملكية الدينية عام 2002، فأتاح للمؤسسات الدينية التابعة للأقليات التحصّل على العقارات والملكيات، لكن الحكومة استمرت بتطبيق الفقرة التي تسمح لها بالاستحواذ على الملكيات في المناطق التي يتناقص فيها تعداد غير المسلمين بشكل ملحوظ، أو في الحالات التي تتوقف فيها المؤسسة الدينية عن أداء الوظيفة التي أُنشئت من أجلها. لا يوجد حدّ أدنى لانخفاض التعداد السكاني السابق، وتُرك ذلك وفقاً لتقديرات المديرية العامة للمؤسسات. هذا أمرٌ إشكالي بالنسبة للأقليات ذات التعداد السكاني المنخفض والصغير (مثل مجتمع اليونانيين الأرثوذكس)، أي تدير الأقلية أملاكاً وعقارات أكثر من حاجة المجتمع المحلي، وأغلب تلك الملكيات إما تاريخية أو ذات أهمية دينية للمجتمع الأرثوذكسي العالمي.
تدير المجموعات الدينية المؤلفة من اليهود أو الأرمن الأرثوذكس أو اليونانين الأرثوذكس مدارسها تحت إشراف وزارة التربية والتعليم. تتألف مناهج تلك المدارس من معلومات فريدة حول ثقافة المجوعات الدينية التي تديرها. تتحقق الوزارة مراراً من هوية والد أو والدة الطفل الدينية، وتتأكد من أنها تلائم المدرسة قبل أن يُسجَّل الطفلُ فيها.